# Palacio Presidencial (Damasco)
El Palacio Presidencial (en árabe: قصر الشعب‎) de Damasco es la residencia del Presidente de Siria. Está construido en el distrito de Mezzeh, en la parte occidental de la ciudad, sobre una colina (el monte Mezzeh) desde la que se divisa la ciudad. El edificio principal cubre 31.500 metros cuadrados. El terreno en lo alto del Monte Mezzeh forma parte de las instalaciones del palacio y está rodeado por un muro de seguridad y atalayas de vigilancia. Delante del edificio hay una fuente de gran tamaño. El palacio consta en gran medida de habitaciones vacías construidas con mármol de Carrara.

## Historia

### Siria baazista (1985-2024)
A pesar de que el diseño del palacio es obra de Kenzō Tange, el arquitecto japonés renunció al proyecto antes de que se iniciara la construcción del palacio. Los portones delanteros de latón fueron construidos por el metalúrgico judío sirio Maurice Nseiri.
Las instalaciones del palacio cubren unos 510 000 metros cuadrados y cuentan también con un hospital presidencial privado y el cuartel general de la Guardia Republicana. Háfez al-Ásad encargó la construcción del edificio en 1979. Udo Kultermann calificó al edificio como una obra de «arquitectura feudalista».
El palacio se empleaba a menudo para acoger delegaciones de gobierno e invitados de gobiernos extranjeros. El 27 de octubre de 1994, Bill Clinton se reunió con Háfez al-Ásad en el palacio para negociar un plan de paz entre Siria e Israel.

### Siria post-baazista (2024-presente)
El 8 de diciembre de 2024, durante las ofensivas de la oposición siria, las fuerzas anti-Ásad entraron en el palacio. Según Rami Abdel Rahman (del Observatorio Sirio de Derechos Humanos), Bashar al-Ásad, hijo y sucesor de Háfez al-Ásad, "abandonó Siria a través del aeropuerto internacional de Damasco".
A partir de abril de 2025, el palacio es utilizado para funciones diplomáticas por el gobierno de transición sirio. El 29 de enero de 2025, el palacio albergó la Conferencia sobre la Victoria de la Revolución Siria, a la que asistieron comandantes de diversas facciones revolucionarias armadas que lucharon por la coalición opositora siria contra el depuesto régimen de Bashar al Ásad. Entre el 24 y el 25 de febrero de 2025, el palacio albergó la Conferencia de Diálogo Nacional Sirio, como parte del gobierno provisional sirio, para allanar el camino hacia la unidad nacional tras la caída del régimen de Ásad. El 29 de marzo de 2025, el presidente sirio Ahmed al-Sharaa anunció el gobierno de transición sirio en una ceremonia en el palacio, en la que los nuevos ministros prestaron juramento y pronunciaron discursos que describieron sus agendas.
El 2 de mayo de 2025, tras el enfrentamiento entre el gobierno de transición sirio y las milicias drusas al sur de Damasco, la Fuerza Aérea Israelí disparó misiles contra partes del Monte Mezzeh y zonas cercanas al palacio presidencial. El ataque aéreo fue un "mensaje" a Al-Sharaa para que detuviera su ofensiva contra los drusos.
El 16 de julio de 2025, ataques aéreos israelíes impactaron el Palacio Presidencial sirio y la sede del Estado Mayor General sirio en Damasco.
|                       |
| Interior del Palacio. |

|                                             |
| Bashar recibiendo a Pratibha Patil en 2010. |